# Lezoun
Lezoun (Anabas) je rod paprskoploutvých ryb z čeledi lezounovití (Anabantidae). V současné době jsou popsány dva platné druhy rodu lezoun (Anabas):
- Anabas testudineus (lezoun indický)
- Anabas cobojius